# Adaptieve optiek

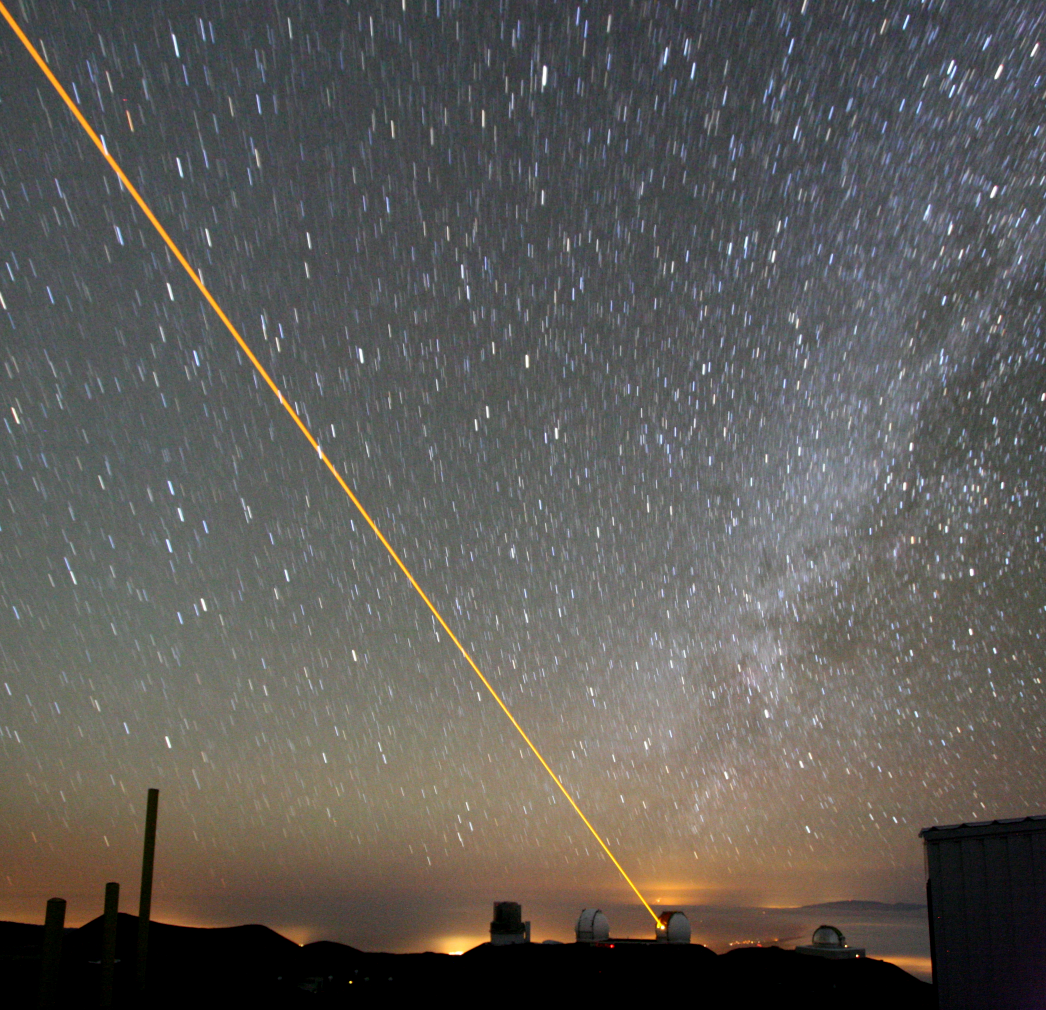
De telescoop Keck-2 op Mauna Kea (Hawaï) creëert een laservolgster ten behoeve van de adaptieve optiek.

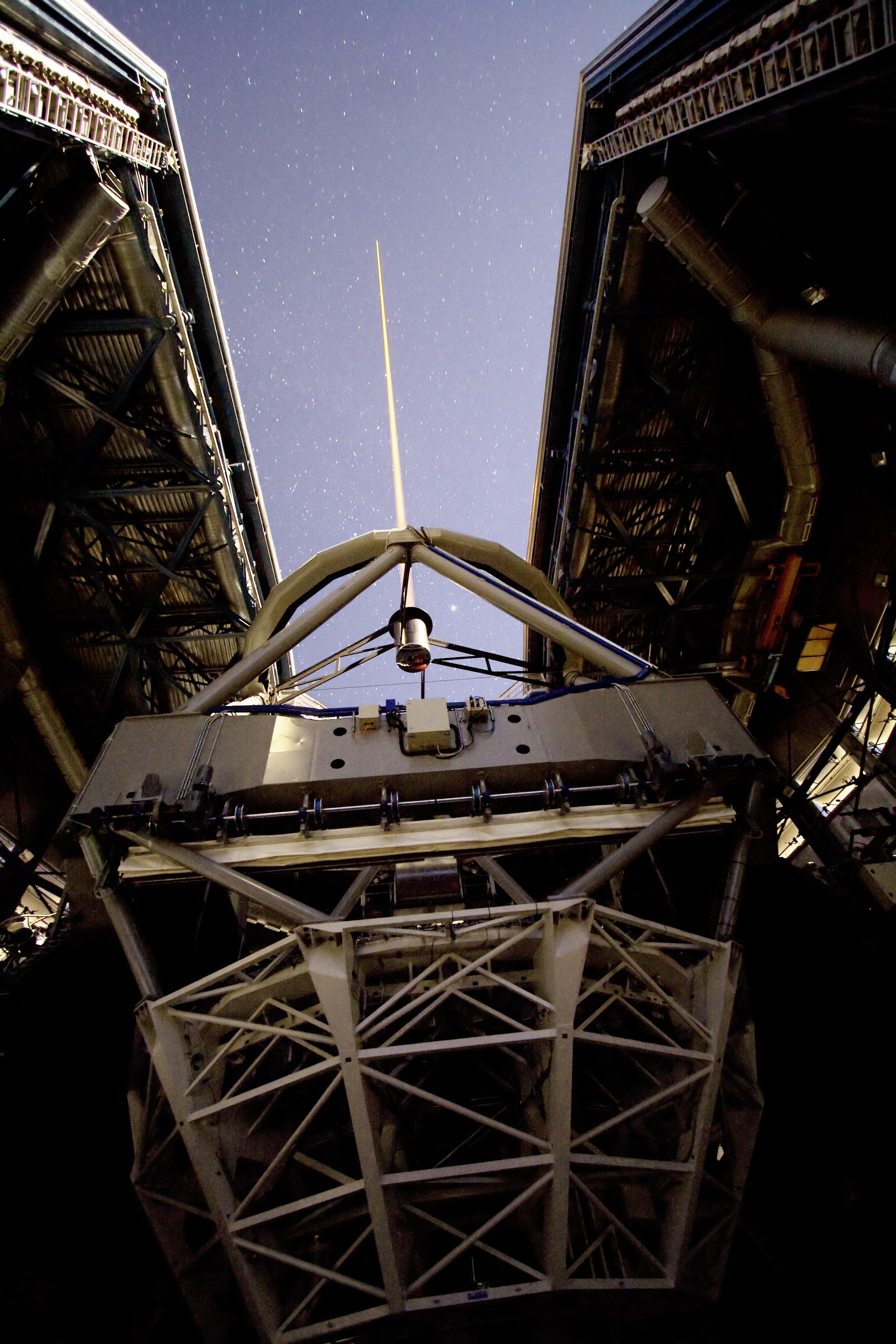
Ook de Very Large Telescope (hier: de UT4) creëert een laservolgster.

Adaptieve optiek (AO) is een techniek die de kwaliteit van optische systemen verbetert door het effect van bestaande, snel veranderende storingen – vooral atmosferische trillingen – zo goed mogelijk te reduceren resp. te compenseren. Deze techniek werd in de jaren 1970 voor militaire toepassingen ontwikkeld. Pas een kleine twintig jaar later werd deze techniek bij astronomische waarnemingen vanaf de aarde toegepast.

## Toepassing in de astronomie
Wanneer bijvoorbeeld sterrenlicht door turbulente lagen in de atmosfeer gaat, treden verstoringen van de golffronten – nauwkeuriger: fasestoringen – op. Met AO kunnen deze storingen worden gecompenseerd.
Zonder AO werken alle grote, aardgebonden astronomische telescopen ver beneden hun theoretische mogelijkheden. Voor een spiegeltelescoop met een apertuur van bijvoorbeeld 10 m betekent dit dat de beeldscherpte, afhankelijk van de golflengte, een factor 10 tot 50 slechter is dan men alleen op basis van de gebruikte optiek zou mogen verwachten. De beperking van de beeldkwaliteit ligt dan ook niet aan de telescoop, maar aan de thermisch-optische turbulentie van de luchtlagen.
Om voor deze atmosferische storingen (seeing genoemd) te corrigeren, worden grote telescopen van AO voorzien. Daarnaast speelt AO ook een belangrijke rol bij optische communicatie door middel van laserlicht en bij militaire observaties.

## De techniek
Een adaptieve optiek bestaat in het algemeen uit drie componenten:
1. een golffrontsensor, bijvoorbeeld een Hartmann-Shacksensor, om de optische storingen te meten;
2. een computer, die daaruit de correctiesignalen berekent;
3. correctie-elementen, die door deze computersignalen zodanig worden aangestuurd dat gecorrigeerde golffronten worden gegenereerd.

Deze drie componenten vormen samen een regelkring, die in astronomische toepassingen typische enkele honderden malen per seconde wordt doorlopen.
De golffrontsensor meet de vervormingen van het golffront van een ander object, bijvoorbeeld een ster in de buurt van het waar te nemen object. Deze zogenaamde volgster (Engels: guide star) moet voldoende helder zijn (magnitude 12 à 15 bij de huidige systemen). Vaak is een dergelijke volgster niet beschikbaar. Men kan dan een volgster simuleren met behulp van een laserbundel (laservolgster, LGS). Er worden twee methodes gebruikt voor laservolgsterren. Voor de zogenaamde Rayleigh-volgsterren wordt gebruikgemaakt van de Rayleighverstrooiing. Hierbij wordt kortgolving laserlicht verstrooid door lucht tussen ca. 15 en 25 km hoogte. Voor natriumvolgsterren wordt geel licht (589 nm) gebruikt, dat natriumatomen in hoge luchtlagen in een aangeslagen toestand brengt, die daardoor weer licht gaan uitzenden. De laserbundels worden gewoonlijk gepulst, zodat gemakkelijk gecorrigeerd kan worden voor strooilicht van andere bronnen.
In het eenvoudigste geval kan als correctie-element een langs twee assen kantelbare spiegel worden gebruikt, met behulp waarvan de door de atmosfeer veroorzaakte beeldbewegingen kunnen worden gecompenseerd. De beeldbewegingen kunnen in dit geval bijvoorbeeld met een positiegevoelige detector worden gemeten.
Bij grote telescopen werkt de adaptieve optiek meestal op de secundaire spiegel. Deze is aanmerkelijk kleiner dan de hoofdspiegel en heeft dus ook een kleinere massa, waardoor snellere correcties mogelijk zijn (snelheden tot enkele 100 s−1).

### Multigeconjugeerde adaptieve optiek
De bovenbeschreven methode heeft enkele beperkingen. Inherent aan turbulentie is dat de regelmaat ervan slechts tot kleine afstanden beperkt is. Als de volgster te ver van het waar te nemen object verwijderd staat, zijn de resultaten van de golffrontsensor niet meer representatief voor het waar te nemen signaal. Staat de volgster te dicht bij het object, dan kan dit laatste overstraald worden. Het bruikbare beeldveld bij adaptieve optiek is daarom zeer beperkt.
Een verbetering is de zogenaamde multigeconjugeerde adaptieve optiek (multi-conjugate adaptive optics, MCAO). Hierbij worden meerdere (bijvoorbeeld vijf) laservolgsterren gemaakt, waarvan de golffronten gemiddeld worden. Dit levert een groter bruikbaar beeldveld (grootteorde 2 boogminuten). Deze methode wordt getest op bestaande grote telescopen, zoals de VLT en de Gemini-telescopen. Hij zal uiteindelijk worden gebruikt op de extreem grote telescopen, zoals de E-ELT, Giant Magellan Telescope, en andere.

## Andere toepassingen
De laatste jaren wordt ook veel onderzoek gedaan naar toepassing van deze technieken in de microscopie en in de oogheelkunde, om de afbeeldingsfouten van het menselijk oog te compenseren, en om hetzij betere resoluties voor diagnostische processen mogelijk te maken, hetzij het menselijk zichtvermogen te verbeteren.
Een ander toepassingsgebied van adaptieve optiek is lasersnijapparatuur met koolstofdioxidelasers. Omdat de stralen via verplaatsbare spiegels lopen, en niet via glasvezels, verandert de weglengte van de straal tussen laser en werkstuk, al naargelang van de positie van de snijkop. Om toch steeds in focus te blijven, wordt gebruikgemaakt van adaptieve optiek. Dat kunnen bijvoorbeeld holle, koperen spiegels zijn. Door middel van waterdruk kan het spiegeloppervlak meer of minder worden gekromd, waardoor de ligging van het brandpunt wordt veranderd.

## Actieve en adaptieve optiek
Terwijl adaptieve optiek de snel veranderende storende invloeden van de atmosfeer compenseert, beperkt actieve optiek zich tot het corrigeren voor langzame mechanische invloeden op de telescoop zelf. De actuatoren lijken op die van de adaptieve optiek, maar de sensoren zijn fundamenteel anders.
Het compenseren van optische fouten van hogere orde, zoals onscherpte, astigmatisme, coma etc. (zie ook Zernikepolynoom), behoort eveneens tot het terrein van de actieve optiek.
De begrippen actieve en adaptieve optiek worden vaak door elkaar gebruikt. In de astronomie verschillen zij vooral in de snelheid van de regeling: bij actieve optiek is dat in de grootteorde van 1 s−1, terwijl het in de adaptieve optiek om snelheden in de grootteorde van 100 s−1 gaat. Verder kan adaptieve optiek regeltechnisch als een terugkoppelingssysteem worden gezien, terwijl actieve optiek een voorwaartskoppelingssysteem is.